# Family Circle Cup 1994
Family Circle Cup 1994 — жіночий тенісний турнір, що проходив на відкритих кортах з ґрунтовим покриттям Sea Pines Plantation у Гілтон-Гед-Айленді (США). Належав до турнірів 1-ї категорії в рамках Туру WTA 1994. Відбувсь удвадцятьдруге і тривав з 28 березня до 3 квітня 1994 року. Кончіта Мартінес здобула титул в одиночному розряді.

## Фінальна частина

### Одиночний розряд
Кончіта Мартінес —  Наташа Звєрєва 6–4, 6–0
- Для Мартінес це був 1-й титул за рік і 21-й — за кар'єру.

### Парний розряд
Лорі Макніл /  Аранча Санчес Вікаріо —  Джиджі Фернандес /  Наташа Звєрєва 6–4, 4–1 (Фернандес і Звєрєва знялися)
- Для Макніл це був 1-й титул за рік і 36-й — за кар'єру. Для Санчес Вікаріо це був 3-й титул за сезон і 41-й — за кар'єру.